# 广场街道 (孝感市)
广场街道是中华人民共和国湖北省孝感市孝南区下辖的一个街道办事处。

## 行政区划
广场街道下辖以下村级行政区划单位：
园林路社区、三里棚社区、文化路社区、文昌社区、九真社区、星火社区、晒书台社区、熊咀社区、城东社区、付冲社区、三里社区和一宫社区。